# Brynderwyn
Brynderwyn est un petit village de la région du Northland, situé dans l’Île du Nord de la Nouvelle-Zélande.

## Situation
Il est localisé à la jonction de la route State Highway 1/SH1 et la route State Highway 12/SH12 (en) entre les villes de Whangarei et Wellsford, au niveau d’un rétrécissement de la péninsule de Northland entre la baie des daurades (en) à l’est et la branche supérieure du mouillage de Kaipara Harbour (en).

## Accident
Le village est connu de façon notable pour les scènes de l’accident de bus de 1963, qui entraîna la mort de 15 personnes, au niveau de la chaîne de Brynderwyn Range (en).